# Новинки (на реке Малый Киржач, Александровский район)
Нови́нки — деревня в Александровском районе Владимирской области. Входит в состав муниципального образования Андреевское сельское поселение.
Находится на расстоянии около 5 км на север от села Андреевское — административного центра Андреевского сельского поселения. Постоянных жителей нет.

## География
Деревня расположена вдоль южного берега реки Малый Киржач.
Деревня состоит из одной длинной улицы.
Напротив, на противоположном берегу той же реки, примерно в пятистах метрах, расположена более крупная деревня (бывшее село) — Горки, в которой находится бывший Троицкий храм и действующее сельское кладбище.
Сегодня две деревни связаны между собой проезжим железным мостом, который во время паводка может становиться не проходимым.

### Мост через Малый Киржач
Река Малый Киржач в этом месте течёт в глубоком овраге.
Через реку построены металлические автомобильный и пешеходный мосты, по которым проходит главная дорога, связывающая деревню с цивилизацией. Автомобильный мост закрыт с помощью поворотного шлагбаума и замка, ключи от которого есть у жителей, сдававших деньги на его постройку. Проход по пешеходному мосту пока свободный.
Ранее, вплоть до 1980-х годов, весной в этих местах река Малый Киржач была настолько бурной, что во время весеннего ледохода сопровождающегося обширным половодьем, каждый год сносила деревянный мост. После половодья собирались мужчины с четырёх окрестных деревень (Новинки, Горки, Зубарево, Кишкино), сооружали временную плотину и снова строили новый деревянный мост.
Сегодня произошло сильное заиливание русла реки и река обмелела, поэтому сооружённый проезжий железный мост стоит уже много лет.

## История
В XIX и начале XX века, между деревнями Новинки и Горки, на реке Малый Киржач стояла небольшая плотина и крупная речная мельница.
В советское время в деревне находилась крупная животноводческая ферма.
После развала СССР в деревне живут в основном дачники из ближайших городов.

## Население
| 1859 | 1905 | 1926 | 2002 | 2010 | 2021 |
| ---- | ---- | ---- | ---- | ---- | ---- |
| 118  | ↗146 | ↘144 | ↘6   | ↘0   | ↗10  |

## Транспорт
С административным центром Андреевского сельского поселения — селом Андреевское, деревня Новинки связана кратчайшей просёлочной дорогой, становящейся непроезжей в межсезонье.
С районным центром — городом Александров, деревня связана автомобильным сообщением по районной асфальтовой дороге проходящей через соседнюю деревню Горки из города Александрова в посёлок Годуново.
По дороге регулярно проходят рейсовые автобусы.